# اورسته فارس
اورسته فارِس (ایتالیایی: Oreste Fares؛ ۲ ژانویه ۱۸۸۵ – ۸ ژوئن ۱۹۵۰) بازیگر اهل ایتالیا بود.
از فیلم‌هایی که وی در آن نقش داشته‌است، می‌توان به بینوایان، زنجیرهای ناپیدا، سواره‌نظام، شاهین نیل، گذرنامه سرخ، رستاخیز، ورای عشق، نخستین عشق، شهبانوی ناوارا، مانون لسکو و روسینی اشاره کرد.